# Bernhard Britting
Bernhard Britting (ur. 22 października 1940 w Berlinie) – niemiecki wioślarz reprezentujący Wspólną Reprezentację Niemiec i RFN, mistrz olimpijski.

## Kariera sportowa
W latach 1956-1964 sportowcy RFN i NRD startowali pod jedną flagą jako Wspólna Reprezentacja Niemiec. Na igrzyskach olimpijskich w Tokio w 1964 Niemcy w składzie: Peter Neusel, Bernhard Britting, Joachim Werner, Egbert Hirschfelder i Jürgen Oelke (sternik) zdobyli złoty medal w czwórkach ze sternikiem. W finale o 2,40 sekundy wyprzedzili Włochów i 6,02 sekundy Holendrów. Był to jego jedyny start olimpijski.
Wspólnie z Berndem-Jürgenem Marschnerem, Peterem Neuselem, Manfredem Rossem i Jürgenem Oelke zdobył złoto w czwórkach ze sternikiem na mistrzostwach świata w Lucernie (1962). 
Na mistrzostwach Europy w Kopenhadze (1963) zdobył złoty medal w czwórkach ze sternikiem, a na mistrzostwach Europy w Amsterdamie (1964) w tej samej konkurencji był drugi. Ponadto zdobył srebro w ósemkach na mistrzostwach Europy w Pradze (1961). 
Czterokrotnie zdobywał mistrzostwo kraju. Po zakończeniu kariery sportowej był księgowym we Frankfurcie nad Menem.